# Hákarl

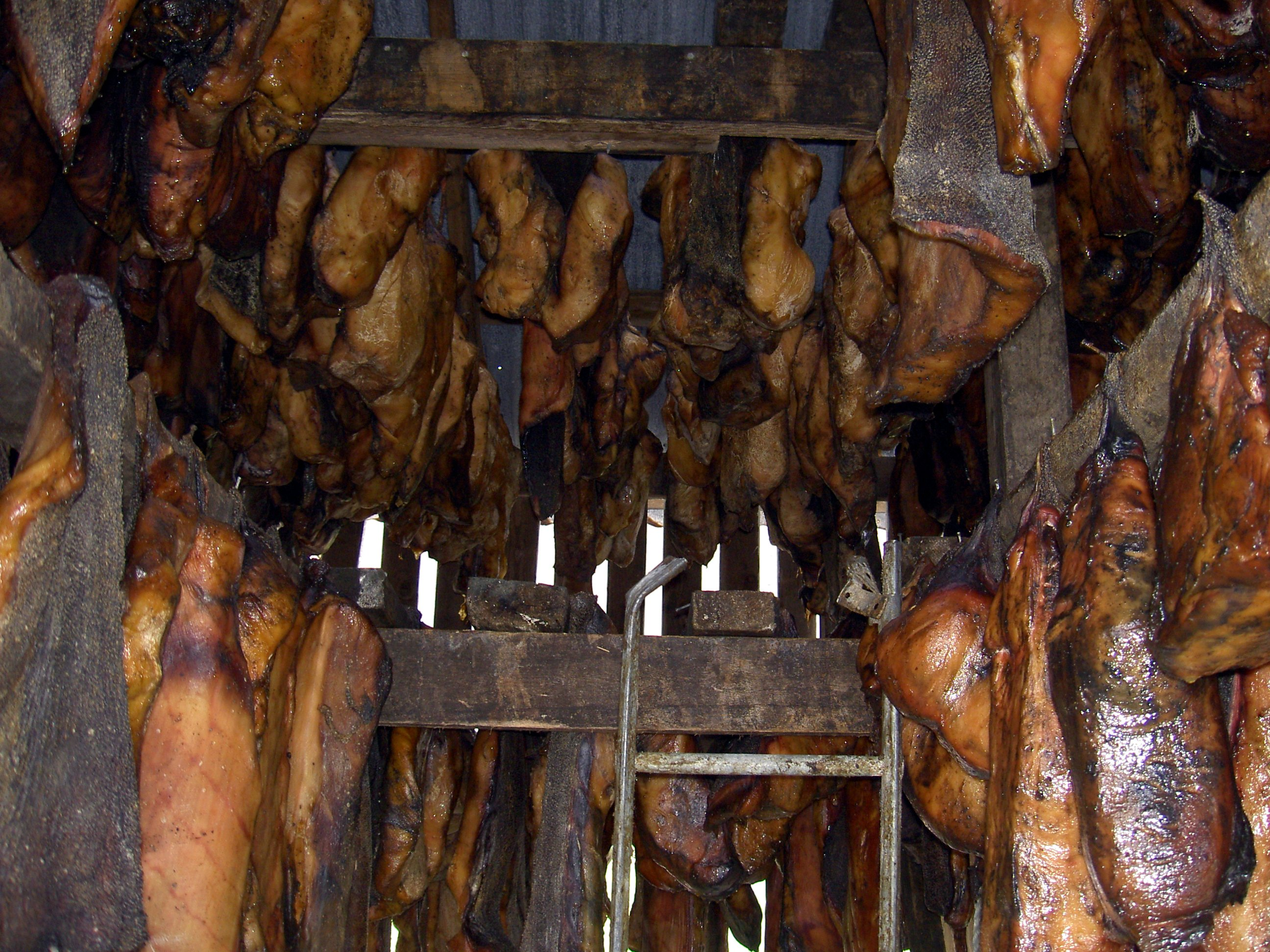
Rechin fermentat în proces de uscare

Hákarl ( AFI :  ['haukartˡɬ]; literalmente „rechin” în islandeză), cunoscut și sub numele de kæstur hákarl ( ['kaistʏr 'haukartˡɬ]; „rechin fermentat” sau „rechin putrezit”) este un aliment tipic din bucătăria islandeză.